# HD 145377
HD 145377 é uma estrela na constelação de Scorpius. Tem uma magnitude aparente visual de 8,12, portanto não é visível a olho nu. Com base em sua paralaxe medida pela sonda Gaia, está localizada a aproximadamente 176 anos-luz (53,8 parsecs) da Terra.
HD 145377 é uma estrela de classe G da sequência principal similar ao Sol com um tipo espectral de G3V. É um pouco maior e mais luminosa que o Sol, com 111% da massa solar, 112% do raio solar e 143% da luminosidade solar. Sua temperatura efetiva é de 5 980 K. A estrela tem uma metalicidade superior à solar, com uma concentração de ferro 32% maior que a do Sol. HD 145377 é cromosfericamente ativa e tem uma rotação rápida de 12 dias e uma idade estimada em 1,3 ou 2,9 bilhões de anos.
Em 2009 foi publicada a descoberta de um planeta extrassolar orbitando HD 145377, detectado por espectroscopia Doppler a partir de observações pelo espectrógrafo HARPS, que coletou 64 medições da velocidade radial da estrela entre junho de 2005 e julho de 2008. O planeta é um gigante gasoso massivo com uma massa mínima de 5,8 vezes a massa de Júpiter. Orbita a estrela a uma distância média de 0,45 UA com um período de 104 dias e uma excentricidade de 0,31. A melhor solução orbital apresenta uma alta velocidade residual, o que é esperado considerando o alto nível de atividade da estrela, mas pode significar também a presença de corpos adicionais no sistema.
| Planeta | Massa           | Semieixo maior (UA) | Período orbital (dias) | Excentricidade |
| ------- | --------------- | ------------------- | ---------------------- | -------------- |
| b       | >5,76 ± 0,10 MJ | 0,45 ± 0,004        | 103,95 ± 0,13          | 0,307 ± 0,017  |